# Dante Osorio
Dante Manuel Osorio Villanueva (Valle de Bravo, México, 7 de agosto de 1993) es un futbolista mexicano que juega en la posición de delantero. Actualmente es jugador del equipo Correcaminos de la UAT 

## Trayectoria

### Potros de la UAEM
Es Formado de las Fuerzas Básicas de los Potros de la UAEM, inicio en la Tercera División en la temporada 2008-09, donde en 22 juegos hizo 12 tantos, a la temporada siguiente, se convirtió en una pieza importante para el club, anotando en 33 juegos, un total de 38 goles, posicionándose como un gran goleador nato.                 Gracias a esas actuaciones, el equipo lo movió al Primer Equipo, e hizo su debut en el 2010. A partir del Clausura 2012 comenzó a despertar el instinto goleador que tenía, y en el Apertura 2014 se coronó Campeón goleador del certamen, con 12 dianas, y sus goles ayudaron a que Potros se coronara en ese torneo y tener medio boleto al Ascenso.  Y en el Apertura 2015, vuelve a hacer campeón goleador con los mismos 12 tantos. Y en el Clausura 2016, solo realizó 9 tantos durante el torneo regular, y junto con su equipo lograron el Ascenso a la Liga de Ascenso el próximo semestre.  Se estrenó en el Ascenso MX entrando al 62 por Moisés Hipólito, donde no pudo hacer mucho por su equipo.  Su primer gol como profesional fue el 16 de septiembre de 2016, al meter el gol del triunfo al 90' ante Alebrijes de Oaxaca.
Su primera temporada de Liga de Ascenso MX fue la Apertura 2016, donde se posicionó como el segundo mayor goleador del club en la temporada. 

### Celaya FC
Ficho por el Celaya FC el primero de julio de 2018 donde solo disputó un partido ante Cimarrones de Sonora, entrando al minuto 80' por Daniel Ramírez en la Liga de Ascenso.

### Correcaminos de la UAT
Ficho por el Correcaminos de la UAT en 2020, aunque primero jugó en el segundo equipo, debutó el 26 de enero de 2020 contra los Dorados de Sinaloa, su primer gol lo hizo ante el Alebrijes de Oaxaca en la victoria por 3 a 2 el 16 de octubre de 2020.

## Clubes
| Club                   | País   | Año         |
| ---------------------- | ------ | ----------- |
| Potros UAEM            | México | 2008 - 2018 |
| Celaya FC              | México | 2019        |
| Correcaminos de la UAT | México | 2020-2022   |

## Estadísticas
Actualizado al último partido jugado el 31 de marzo de 2017
| Potros UAEM(2)                                                                 |               |               |     |    |    |    |    |    |     |    |
| 3.ª                                                                            | 2010-11       | 13            | 1   | 4  | 0  | 0  | 0  | 17 | 1   |    |
| 3.ª                                                                            | 2011-12       | 19            | 6   | 2  | 1  | 0  | 0  | 21 | 7   |    |
| 3.ª                                                                            | 2012-13       | 29            | 17  | 6  | 1  | 0  | 0  | 35 | 18  |    |
| 3.ª                                                                            | 2013-14       | 28            | 16  | 3  | 2  | 0  | 0  | 31 | 18  |    |
| 3.ª                                                                            | 2014-15       | 25            | 19  | 8  | 1  | 0  | 0  | 33 | 20  |    |
| 3.ª                                                                            | 2015-16       | 28            | 21  | 10 | 5  | 0  | 0  | 38 | 26  |    |
| 2.ª                                                                            |               |               |     |    |    |    |    |    |     |    |
| 2016-17                                                                        | 25            | 9             | 2   | 0  | 2  | 0  | 23 | 7  |     |    |
| Total carrera                                                                  | Total carrera | Total carrera | 166 | 89 | 35 | 10 | 2  | 0  | 204 | 99 |
| (1)Incluye datos de la Copa México (2)Incluye datos sólo con el primer equipo. |               |               |     |    |    |    |    |    |     |    |

## Palmarés

#### Campeonatos nacionales
| Título                                              | Club             | País   | Año           |
| --------------------------------------------------- | ---------------- | ------ | ------------- |
| Segunda División de México                          | Potros de la UAT | México | Apertura 2014 |
| Segunda División de México                          | Potros de la UAT | México | Apertura 2015 |
| Campeón de Ascenso de la Segunda División de México | Potros de la UAT | México | 2015-16       |

#### Distinciones individuales
| Año  | Categoría                                                                  | Resultado |
| ---- | -------------------------------------------------------------------------- | --------- |
| 2014 | Máximo Goleador Liga Premier de Ascenso (12 goles)                         | Ganador   |
| 2015 | Máximo Goleador Liga Premier de Ascenso (12 goles)                         | Ganador   |
| 2016 | Premio SDM por Máximo Goleador Liga Premier de Ascenso Temporada 2015-2016 | Ganador   |